# Hum (Słowenia)
Hum – wieś w Słowenii, w gminie Brda, na granicy z Włochami. W 2018 roku liczyła 310 mieszkańców.